# Monachoides vicinus
Monachoides vicinus е вид коремоного от семейство Hygromiidae.

## Разпространение
Видът е разпространен в Германия, Полша, Румъния, Словакия, Украйна, Унгария и Чехия.